# Tancrède Boucher de Grosbois
 (novembre 2021).
Si vous disposez d'ouvrages ou d'articles de référence ou si vous connaissez des sites web de qualité traitant du thème abordé ici, merci de compléter l'article en donnant les références utiles à sa vérifiabilité et en les liant à la section « Notes et références ».
Pour les articles homonymes, voir Boucher et Grosbois.
Tancrède Boucher de Grosbois (6 novembre 1846 à Chambly au Québec (Canada) - 30 septembre 1926 à Montréal au Québec) était un médecin et un homme politique québécois.
Il a été maire de la municipalité de Saint-Bruno-de-Montarville de 1872 à 1874 et il a représenté la circonscription de Shefford à l'Assemblée législative du Québec de 1888 à 1892 et de 1897 à 1903 en tant que député libéral.

## Biographie
Tancrède Boucher de Grosbois est le fils de Charles-Henri Boucher de Grosbois, médecin, et d'Émilie-Magdeleine Boucher de Boucherville, fille du seigneur Pierre-Amable Boucher de Boucherville, dernier seigneur de la seigneurie de Boucherville. Après avoir reçu une éducation privée, il a étudié au Collège de Saint-Hyacinthe, puis à l'Université McGill où il a obtenu un diplôme en médecine en 1868. Il a pratiqué la médecine à Longueuil, Saint-Bruno-de-Montarville, Roxton Falls et Chambly.
Il a épousé Dorothée Bruneau, fille de Olivier Bruneau et Dorothée Charlton, le 26 février 1870 à Saint-Bruno-de-Montarville.
Il a été maire de la municipalité de Saint-Bruno-de-Montarville de 1872 à 1874.
Comme candidat libéral, il a été défait dans la circonscription de Chambly aux élections fédérales de 1872 et dans celle de Shefford aux élections provinciales de 1881. Par la suite, il a été élu député libéral à l'Assemblée législative du Québec dans Shefford à l'élection partielle du 18 mai 1888, puis réélu en 1890. Défait en 1892, il est réélu en 1897 et en 1900. Il a abandonné son siège le 1er octobre 1903 pour retourner à l'exercice de la médecine.
Il a été assistant du directeur médical à l'Hôpital Saint-Jean-de-Dieu à Montréal du 19 avril 1918 au 30 août 1920.

## Tancrède Boucher de Grosbois et l'instruction obligatoire[3]
Comme une partie de l'élite québécoise de l'époque, Tancrède Boucher de Grosbois se désolait du faible niveau d'instruction des Québécois ainsi que de la prépondérance et de l'immobilisme de l'Église catholique québécoise dans le domaine de l'instruction. Le 5 mars 1901, il a déposé à l’Assemblée législative le premier projet de loi proposant une instruction publique et obligatoire. Selon ce projet de loi, les parents devaient, sous peine d’amende, envoyer leurs enfants de 8 à 13 ans à l’école durant au moins 16 semaines durant l’année, et ce, dans le respect des croyances religieuses des catholiques et des protestants. Le projet de loi a été rejeté par 55 voix contre 7 sous prétexte qu'il brimait la liberté des parents en matière d’éducation. La véritable opposition au projet venait du clergé catholique qui y voyait un début de laïcisation de l’école, une institution alors sous le contrôle du clergé.
Au début du XXe siècle, l’Église catholique québécoise craignait l'influence de la franc-maçonnerie française. Or, le projet de loi de Tancrède Boucher de Grosbois était appuyé par ses amis médecins de Montréal qui étaient soupçonnés d'être en relation avec des francs-maçons français, particulièrement avec Louis Herbette, un membre du conseil général de la Ligue française de l’enseignement qui promouvait une instruction publique et obligatoire dispensée par une école laïque et républicaine. L'archevêque de Montréal Paul Bruchési, qui s’opposait à l'instruction obligatoire des enfants, craignait que le mouvement de laïcisation français ne s’étende au Québec.
Tancrède Boucher de Grosbois était vraiment un visionnaire en avance sur son temps, car la loi sur l’instruction publique et obligatoire au Québec ne sera finalement adoptée qu’en 1943.